# Cirrospilus rhadius
Cirrospilus rhadius är en stekelart som beskrevs av Walker 1839. Cirrospilus rhadius ingår i släktet Cirrospilus och familjen finglanssteklar. Inga underarter finns listade i Catalogue of Life.